# Schützenlaube (Visp)

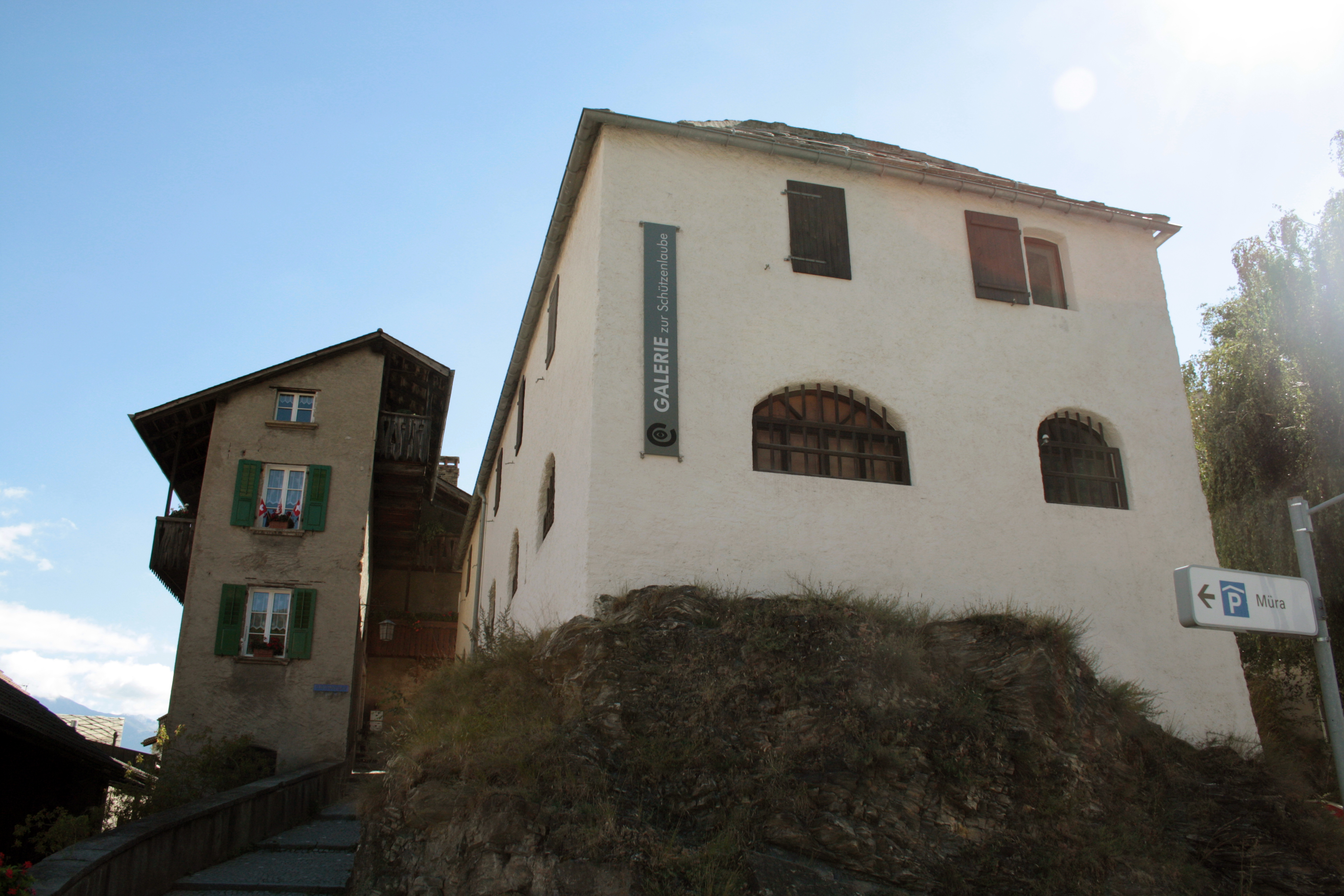
Die Schützenlaube. Sicht von Westen her.

Die Schützenlaube wurde 1664 durch die Burgerschaft Visp, im Schweizer Kanton Wallis erbaut. Seit 1980 beherbergt sie im Erdgeschoss eine Kunstgalerie.
Sie gilt als regional schützenswertes Objekt der Kategorie B des Schweizer Denkmalschutzes und wird unter der KGS-Nr: 7196 auf der Liste der Haager Konventionen zum Schutz von Kulturgut bei bewaffneten Konflikten geführt.

## Geschichte
Bischof Matthäus Schiner und der Walliser Landrat beschlossen Im Jahr 1501 ihre Soldaten besser auszurüsten und kauften Waffen und Munition. Um die regelmässige Anwendung und die Handhabung der Waffen zu üben, beschloss der Landrat im Dezember 1545 in allen Zenden ein, mit Preisen ausgesetztes Schiessen durchzuführen. Das erste Landesschiessen fand 1550 am Gräfibiel in Visp statt. Die Organisation oblag einer, in die Burgerschaft eingegliederten, Schützenzunft.
1664 wurde auf dem Gräfibiel die, noch heute bestehende Schützenlaube, durch die Burgerschaft erbaut. Geschossen wurde durch die westlichen Rundbogenfenster. Die Ziele befanden sich am Gegenhang, am Fusse des Schlusselachers. Noch im selben Jahr gab sich die Schützenzunft Visp eigene Satzungen. 1865 wurde die Schützenzunft, und mit ihr die Schützenlaube, in die Selbständigkeit entlassen. Die Schiessstände wechselten seither mehrmals ihren Standort. Die Schützenzunft Visp besteht aber weiterhin; dabei gelten immer noch die alten Satzungen.

## Lage und Aufbau
Die Schützenlaube befindet sich am Fuss des Gräfibiel, dem nördlichsten Hügel der Altstadt, auf einer grossen Felsenrippe.
Der Bau ist Ost-West gerichtet. Das Gebäude besteht aus 2 Stockwerken. Das Untere wird von weiten Rundbogenfenstern; 5 im Süden, 2 im Westen geziert. Das Obergeschoss beherbergt die Zunft-Stube und wird von vergleichsweise kleinen Fenstern belichtet. Während der Haupteingang zum unteren Geschoss in Form eines grossen Tores auf der Ostseite liegt, gelangt man über einen kleinen Garten und einen Treppenaufstieg von der Südseite her zur Stube im Obergeschoss.
Der steinerne Tisch der ehemaligen Schützen befindet sich nach wie vor im Erdgeschoss.

## Heute
Im Erdgeschoss befindet sich seit 1980, die Galerie zur Schützenlaube. Der Kunstverein Oberwallis organisiert hier regelmässig Ausstellungen von lokalen, regionalen und internationalen Künstlern.
Im Obergeschoss befindet sich nach wie vor die Stube der Schützenzunft.